# Tipula (Acutipula) furvimarginata
Tipula (Acutipula) furvimarginata is een tweevleugelige uit de familie langpootmuggen (Tipulidae). De soort komt voor in het Palearctisch gebied.